# 염화 바륨
염화 바륨(영어: Barium chloride 화학식: BaCl2)은 염소 (원소)와 바륨의 화합물로, 물에 녹는 바륨염이다. 독성이 있으며, 무색의 결정이다. 레이크 안료, 매염제, 살충제, 분석용 시약 등으로 쓰인다. (이수화물임)

## 준비
{\displaystyle {\ce {Ba(OH)2 + HCl -> 2H2O + BaCl2}}}

{\displaystyle {\ce {BaSO4 + 4C -> BaS + 4CO}}}
첫 단계에는 높은 온도가 요구된다.
{\displaystyle {\ce {BaS + CaCl2 -> BaCl2 + CaS}}}